# دانشگاه ریگا استرادیچ
دانشگاه ریگا استرادیچ (به لاتین: Riga Stradiņš University) یک دانشگاه‌ در لتونی است که در ریگا واقع شده‌است.